# Zion (Illinois)
Zion is een plaats (city) in de Amerikaanse staat Illinois, en valt bestuurlijk gezien onder Lake County.

## Demografie
Bij de volkstelling in 2000 werd het aantal inwoners vastgesteld op 22.866. In 2006 is het aantal inwoners door het United States Census Bureau geschat op 24.895, een stijging van 2029 (8,9%).

## Geografie
Volgens het United States Census Bureau beslaat de plaats een oppervlakte van 21,2 km², geheel bestaande uit land. Zion ligt op ongeveer 213 m boven zeeniveau.

## Plaatsen in de nabije omgeving
De onderstaande figuur toont nabijgelegen plaatsen in een straal van 12 km rond Zion.